# U.S. Route 80
De U.S. Route 80 (US 80) is een U.S. Route in de Verenigde Staten lopend van west naar oost in de Zuidelijke Verenigde Staten die loopt van Dallas, Texas tot Tybee Island, Georgia. De highway is de historische voortzetting van de Dixie Overland Highway.
Zoals de "0" in het routenummer aangeeft, was het oorspronkelijk een transcontinentale verbindingsweg, van de Stille Oceaan naar de Atlantische Oceaan. Het oorspronkelijke westelijke eindpunt was bij Historic US 101 in San Diego, Californië. Dat traject, met Savannah, Georgia als oostelijk eindpunt had een lengte van 4.387 km. 
In de loop van de jaren 1950 groeide de US 80 uit tot een populaire snelweg die vaak concurreerde met de U.S. Route 66. Op een gegeven moment werden er meer auto's geregistreerd die Californië binnenkwamen op US 80 dan op US 66. Net als de US 66 werd de US 80 een monument in de Amerikaanse autocultuur. 
Het hele segment ten westen van Dallas, Texas, is in verschillende wijzigingen sinds 1967 echter buiten gebruik gesteld en vervangen door verschillende Interstate Highways (I-8 en I-10) en U.S. Routes tot dat de US 80 in 1991 zijn huidige westelijke uiteinde kreeg, bij een knooppunt met Interstate 30 (I-30) op de stadsgrens van Dallas en Mesquite. Het gewijzigde oostelijke eindpunt werd Tybee Island, Georgia, in de buurt van de Atlantische Oceaan. Tussen Longview, Texas, en Cuba, Alabama, loopt de US 80 parallel aan of gelijktijdig met Interstate 20. De snelweg verbindt Dallas, Texas met Shreveport, Louisiana, Jackson, Mississippi, Montgomery, Alabama, Columbus, Georgië, Macon, Georgia en Savannah, Georgia. 
Verschillende belangrijke historische gebeurtenissen hebben plaatsgevonden op of in de buurt van de US 80. Een groot deel van de voormalige route in Arizona tussen Gila Bend en Yuma volgt de marsroutes die werden gebruikt door het leger van generaal Stephen Watts Kearny, evenals luitenant-kolonel Philip St. George Cooke en het Mormoonse bataljon naar Californië tijdens de Mexicaans-Amerikaanse Oorlog. In Tombstone bevindt de O.K. Corral, de plaats van het beruchte vuurgevecht, zich aan de zuidkant van Fremont Street, een oude uitlijning van de US 80. Verder naar het oosten op de oude US 80 (nu Arizona State Route 80) in de buurt van de staatsgrens van New Mexico en Arizona staat een monument dat de plaats markeert waar de Apache-krijger Geronimo zich in 1886 overgaf aan het Amerikaanse leger. In het centrum van Dallas werd president John F. Kennedy neergeschoten in Dealey Plaza, op slechts een steenworp afstand van Commerce Street, dat deel uitmaakte van US 80. Lee Harvey Oswald werd gevangengenomen in het Texas Theatre aan Jefferson Street in Oak Cliff, Dallas, indertijd US 80. Bonnie en Clyde werden in een hinderlaag gelokt op Louisiana State Route 154, net ten zuiden van US 80 in de buurt van Gibsland, Louisiana. Toevallig werd Clyde Barrow ook begraven bij zijn broer vlak bij de voormalige US 80 in Dallas.   De US 80 was de route die door de Marsen van Selma naar Montgomery in Alabama van de Afro-Amerikaanse burgerrechtenbeweging werd genomen. Dr. Martin Luther King zelf nam deel aan de eerste mars. De Edmund Pettus-brug in Selma, op het traject van de US 80, was de locatie waar na enkele marsen de beruchte Bloody Sunday plaatsgreep, waar demonstranten werden geslagen en gewond door lokale wetshandhavers en gewapende burgerwachten.
1 ·
2 ·
3 ·
4 ·
5 ·
6 ·
7 ·
8 ·
9 ·
10 ·
11 ·
12 ·
13 ·
14 ·
15 ·
16 ·
17 ·
18 ·
19 ·
20 ·
21 ·
22 ·
23 ·
24 ·
25 ·
26 ·
27 ·
28 ·
29 ·
30 ·
31 ·
32 ·
33 ·
34 ·
35 ·
36 ·
37 ·
38 ·
39 ·
40 ·
41 ·
42 ·
43 ·
44 ·
45 ·
46 ·
48 ·
49 ·
50 ·
51 ·
52 ·
53 ·
54 ·
55 ·
56 ·
57 ·
58 ·
59 ·
60 ·
61 ·
62 ·
63 ·
64 ·
65 ·
66 ·
67 ·
68 ·
69 ·
70 ·
71 ·
72 ·
73 ·
74 ·
75 ·
76 ·
77 ·
78 ·
79 ·
80 ·
81 ·
82 ·
83 ·
84 ·
85 ·
87 ·
89 ·
90 ·
91 ·
92 ·
93 ·
94 ·
95 ·
96 ·
97 ·
98 ·
99 ·
101 ·
131 ·
163 ·
199 ·
340 ·
400 ·
412 ·
425